# Villabate
Villabate ist eine Stadt der Metropolitanstadt Palermo in der Region Sizilien in Italien mit 19.521 Einwohnern (Stand 31. Dezember 2023).

## Lage und Daten
Villabate liegt 10 km östlich von Palermo. Die Einwohner arbeiten hauptsächlich in der Landwirtschaft (Zitrusfrüchte und Obst) und im Handel.
Der Ort liegt direkt an der Autobahn A19/E90 Palermo–Messina.
Die Nachbargemeinden sind Ficarazzi, Misilmeri und Palermo.

## Geschichte
Das Gründungsdatum von Villabate ist unbekannt. Funde bei Ausgrabungen beweisen aber, dass hier schon in der Antike Menschen gelebt haben.

## Bauwerk
- Kirche Sant’ Agata, erbaut in der zweiten Hälfte des 19. Jahrhunderts.

## Sonstiges
Die in den USA tätigen Mafiosi Vincent Mangano (1888–1951) und Joseph Profaci (1891–1962) wurden in Villabate geboren.